# Stéphane Ostrowski
Pour les articles homonymes, voir Ostrowski.
Stéphane Ostrowski, né le 17 mars 1962 à Bron, est un joueur et entraîneur français de basket-ball.

## Biographie
Il a des origines polonaises de par son grand-père.
Stéphane Ostrowski est un des meilleurs joueurs français des années 1987-1997.
Il est très tôt intégré au basket-ball professionnel, à l'équipe de France senior et dans les meilleurs clubs français du moment.
Il possède une panoplie de mouvements variés qui lui permet de jouer aussi bien dos au panier (main droite ou main gauche) que face au cercle, avec un tir à 5 mètres voire à trois points des plus efficaces. Il est très mobile également pour sa taille. Souvent comparé à l'Américain Kevin McHale, une référence du jeu intérieur de l'autre côté de l'Atlantique. Ce qui marque le plus dans la carrière d'Ostrowski, c'est son extraordinaire régularité et longévité au plus haut niveau.
Il jouait encore en Pro B à 43 ans avec Antibes.
Il a ensuite travaillé pendant 13 ans, et ce jusqu'à juin 2020, pour le CSP Limoges pour lequel il exerce les fonctions de responsable marketing/communication.
En 2021, il est élu au conseil départemental de la Haute-Vienne, dans le canton de Limoges-1, et siège au sein de la majorité de gauche.

## Clubs successifs
- 1982-1985 :  SCM Le Mans (Nationale 1
- 1985-1992 :  CSP Limoges (Nationale 1 et N 1A)
- 1992-1995 :  Antibes (Pro A)
- 1995-1998 :  Cholet Basket (Pro A)
- 1998-1999 :  Antibes (Pro A)
- 1999-2001 :  Chalon-sur-Saône (Pro A)
- 2001-2005 :  Antibes (Pro A puis Pro B)

## Palmarès de joueur
- Participation aux Jeux olympiques d'été de 1984
- Médaille de bronze aux Jeux méditerranéens de 1993 à Agde
- Coupe des Coupes : 1988
- Finaliste de la Coupe Korać : 1987
- Champion de France Pro A : 1988, 1989, 1990, 1995
- Coupe de France : 1998
- Finaliste de la Coupe Saporta : 2001
- Vainqueur du Tournoi des As : 1988, 1990
- Il est All-star à 8 reprises en LNB.
- 193 Sélections en Équipe de France
- 8 Sélections en Équipe d'Europe
- Moyenne par match 17,5
- 23 saisons au plus haut niveau du basket français
- 8 fois meilleurs marqueur du championnat de France
- Meilleur marqueur de l'histoire de la Pro A (statistique officielle depuis la saison 1982-1983, 2e officieux derrière Hervé Dubuisson avec 9348 points), meilleur rebondeur (3623 rebonds) et 5e passeur (1658 passes décisives).

## Entraîneur
- 2005-2006 : Olympique d'Antibes Juan-les-Pins (Pro B)